# Lachen (gedrag)

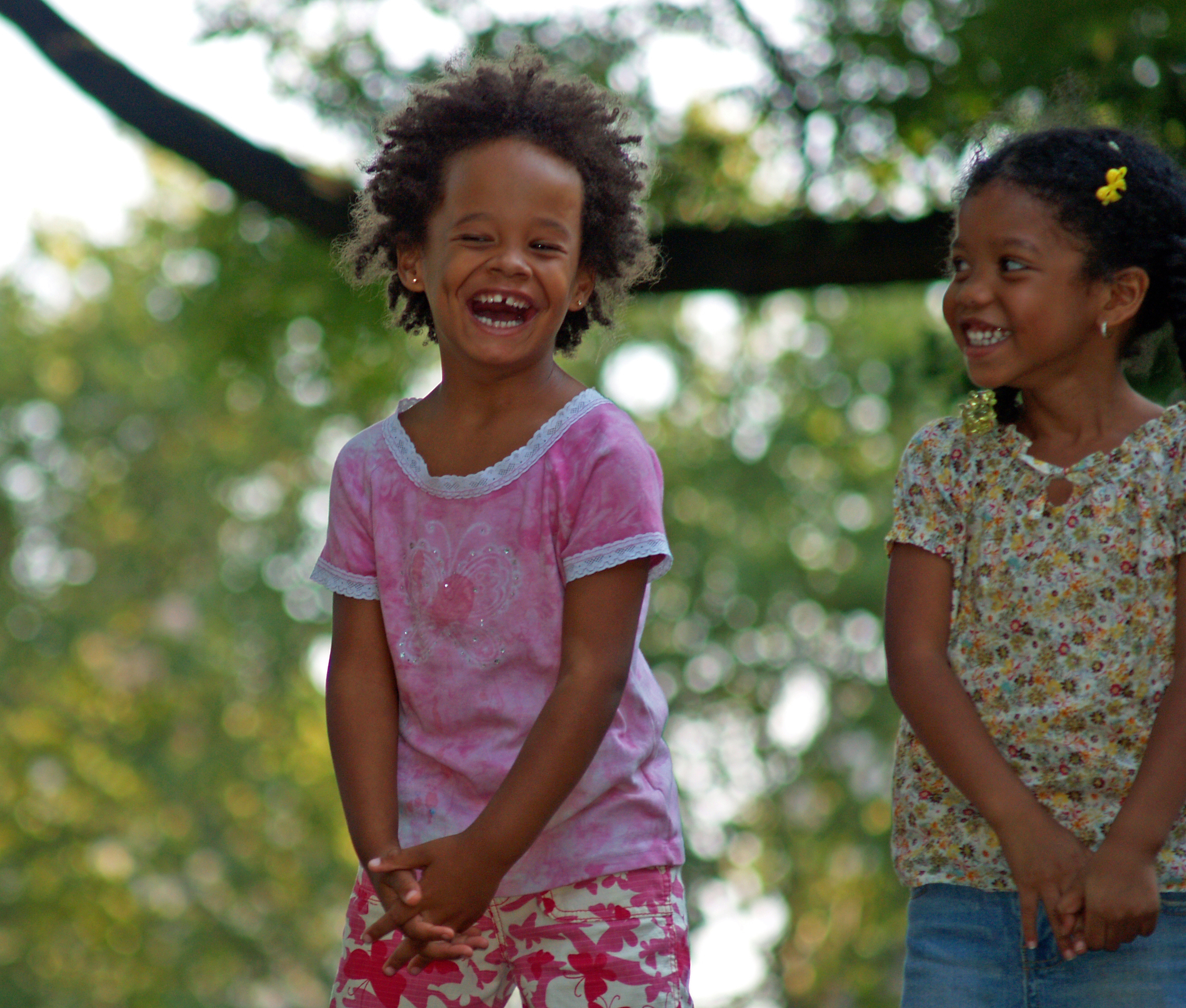
Lachende meisjes

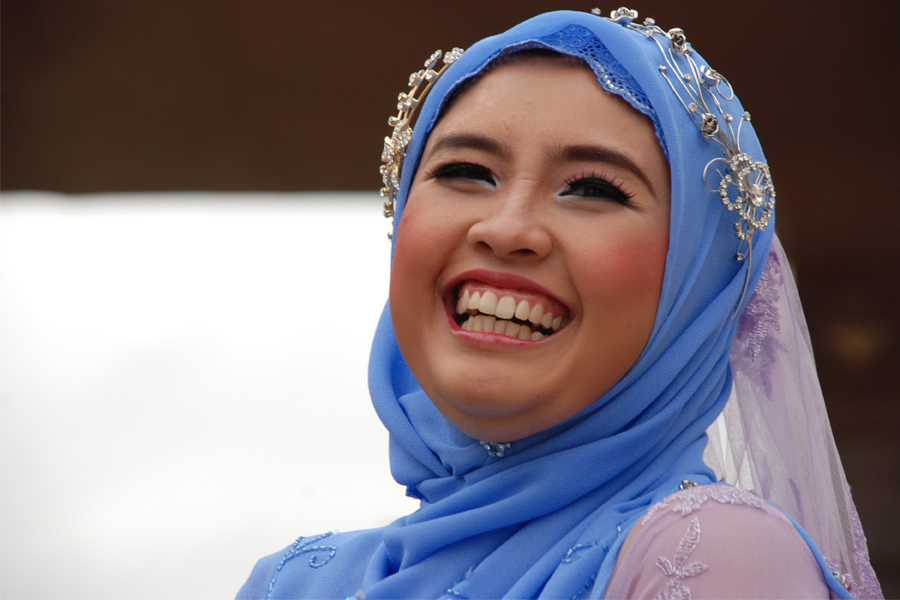
Bij menselijk lachen worden vaak de boventanden ontbloot

Lachen is een reactie van mensen op humor, of een uiting van blijdschap, opluchting of spanning. Het komt tot uiting in een beweging van de mond of het uitstoten van bepaalde geluiden. Er bestaan verschillende vormen van lachen.

## Algemeen
Lachen kan spontaan of gemaakt zijn. Er bestaan verschillende soorten lachen: van de glimlach, de grijnslach, de giechellach tot de slappe lach, de hoorbare lach en het lachen als reactie op kietelen, of na gebruik van cannabis. Het geluidsspectrum van hardop lachen is gekenmerkt door korte lettergrepen die elkaar snel opvolgen, zoals ha-ha-ha, hi-hi-hi of ho-ho-ho, maar nooit een vermenging van deze lettergrepen, zoals ha-ho-ho.
De visie van Thomas Hobbes (17e eeuw) over lachen was: ''Die grimassen die lachen worden genoemd, zijn niets anders dan een plotseling gevoel van triomf veroorzaakt door de onverwachte ontdekking van de één of andere voortreffelijkheid in onszelf tegenover de zwakheid van anderen, of tegenover die van onszelf uit een periode die achter ons ligt.''

## Historische aspecten
Lachen is niet altijd als iets positiefs gezien. In het begin van de middeleeuwen werd het lachen door de kerk onderdrukt. Lachen zag men als een ongecontroleerde lichaamsfunctie die verbonden was met de duivel. Duivels lachen juist veel. In sommige kloosterregels werd lachen expliciet verboden. Natuurlijk werd er door monniken ook gelachen, daar was een aparte term voor: de 'risus monasticus', die werd niet aangemoedigd, maar wel geduld. In 'De naam van de Roos' van Umberto Eco wordt goed gedocumenteerd ingegaan op de kerkelijke discussie over de functie van de lach.
Vooral in de latere hofcultuur werd de lach bevrijd. Vorsten werden als ad rem en humorvol gezien. Zo was er een apart boekje over de grappen van keizer Karel V 'De heerlycke ende vrolycke daeden van keyser Carel den V'. Zijn zoon Philips II was een groot liefhebber van het werk van Jeroen Bosch. Het was ook de tijd van de opkomst van het Nederlandse genrestuk, met bekende schilders als Jeroen Bosch en Pieter Bruegel de Oude, waarin grappige situaties veel voorkwamen.
Humor werd natuurlijk ook veel gebruikt, zeker in de tijden van de reformatie, toen de hegemonie van de kerk aan het wankelen werd gebracht. Vooral om corrupte, leugenachtige en vadsige geestelijken werd vaak gelachen in kluchten en op schilderijen.
Met de opkomst van de burgerij werd de lach wel toegestaan, maar ook gereguleerd. De platte stedelijke feestcultuur werd aan regels gebonden. Vrolijke gebruiken, zoals het gooien met dode of levende katten en het zingen van schunnige liedjes, werden verboden en er kwamen rederijkerskamers met uitgebreide reglementen.
De hofcultuur en de opkomst van de burgerij zorgde voor een definitieve scheiding tussen het wereldlijke en het profane. In de middeleeuwen zijn er nog voorbeelden van geestelijken die in de kerk grappen gebruiken om de kerkgangers bij de les te houden, maar later werd de lach uit de kerk verbannen. Grappen werden vaak nog met de duivel in verband gebracht. In toneelstukken als Mariken van Nimwegen waren er grappige entre'actes met duiveltjes als Moenen en Masscheroen. Ook tovenaars en heksen werden met de lach in verband gebracht, maar dan wel met een demonische of een kakelend lachje.
Tijdens de reformatie kon het aanzetten van mensen tot lachen gevaarlijk zijn. Toneelspelers, poppenspelers of makers van afbeeldingen van geestelijken in scabreuze houdingen werden vervolgd. Niet alleen de katholieke overheid had problemen met de lach, ook de calvinisten vonden lachen duivels. De predikant Jacobus Hondius schreef dat iedereen die kwinkslagen maakt over 'boerterij en gekkerij' die over de Bijbel gaan, zich schuldig maakt aan 'spotten met God zelve'.
Ook in latere tijden is de lach vaak niet als een onschuldige zaak gezien. Vooral in politieke spotprenten werd humor vaak gebruikt om de tegenstander zwart te maken. In onze tijd vinden extremistische islamisten satire een reden om de makers ervan ter dood te veroordelen.

## Sociale aspecten
Lachen heeft een duidelijke functie in het groepsgedrag van mensen. Door met elkaar te lachen laten mensen zien dat ze geen kwade bedoelingen hebben; dat elkaars aanwezigheid geaccepteerd wordt; en dat men elkaar sympathiek vindt. Lachen is aanstekelijk; als één iemand begint met lachen, dan gaan vaak andere mensen mee lachen.
Komieken en clowns hebben zelfs van mensen aan het lachen brengen hun beroep gemaakt.

## Fysiologische aspecten

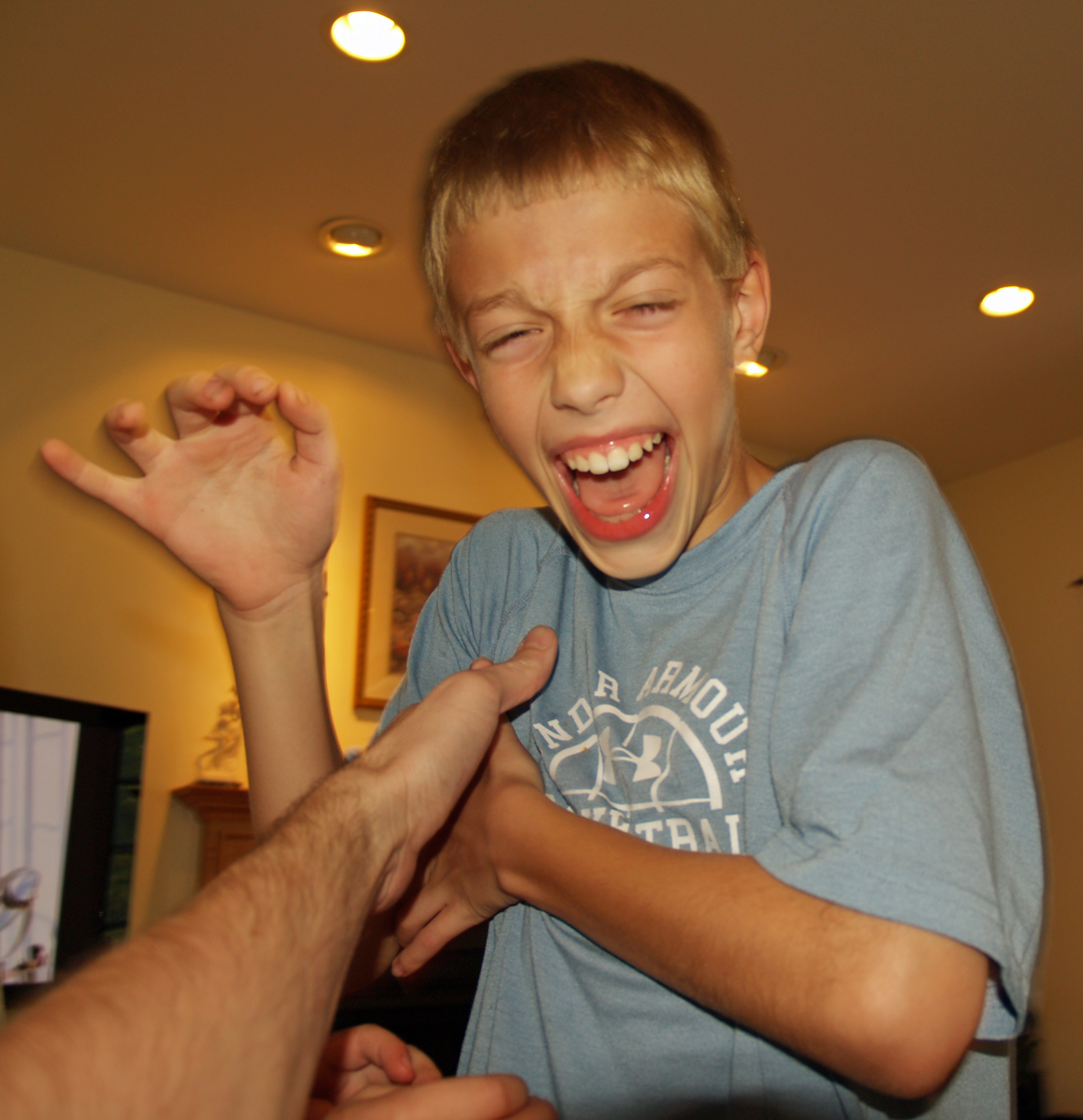
lachen bij kietelen.

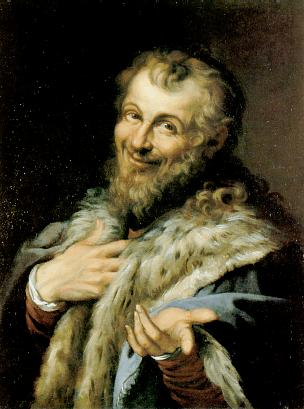
De glimlach van de filosoof Democritus

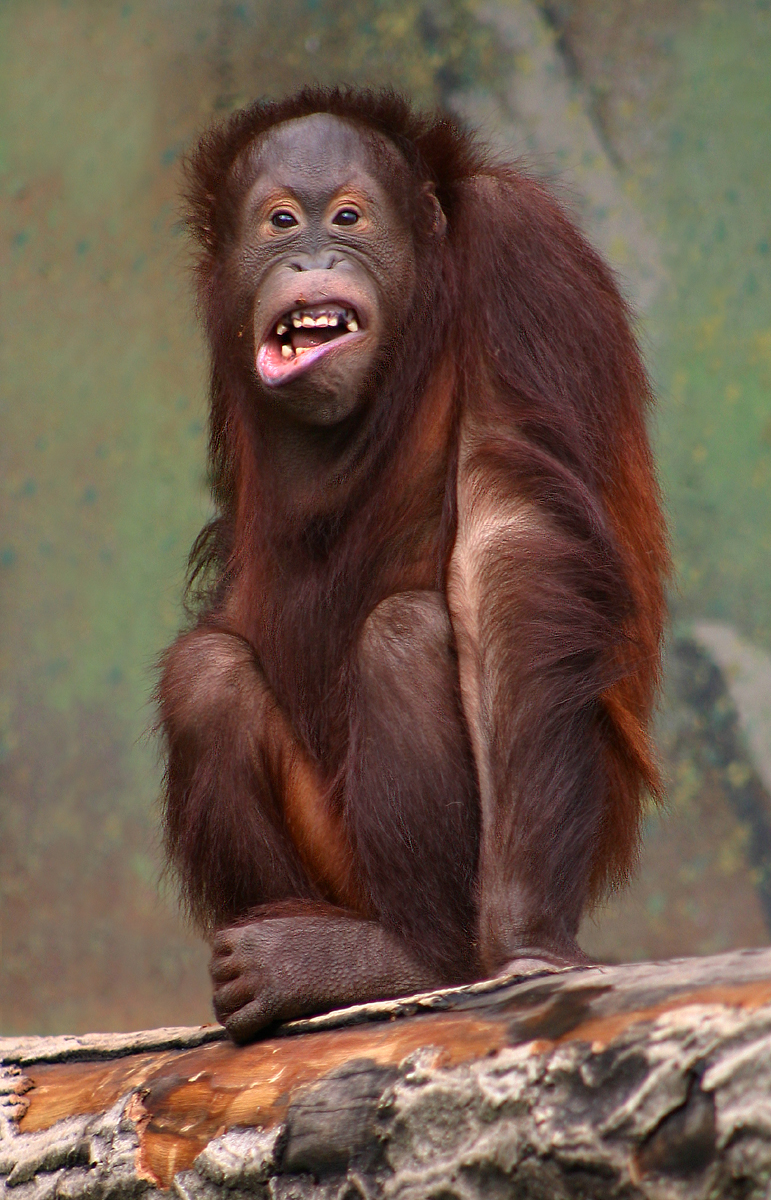
Een "lachende" Orang oetan

Lachen is een onderdeel van het menselijk gedrag dat wordt gecontroleerd door gebieden in het limbisch systeem van de hersenen. Hierbij zijn aparte gebieden actief bij verwerking van prikkels die lachen veroorzaken (zoals een grap of humoristische scène), en het lachen als lichamelijk reactie op die prikkels. Zo blijken humoristische prikkels onder meer gebieden in de ventromediale prefrontale cortex te activeren, dezelfde gebieden die ook gevoelig zijn voor beloning
Verschillende onderzoeken hebben aangetoond dat lachen gezond is en een therapeutisch effect kan hebben. Zo is lachen als therapie gebruikt bij ernstige lichamelijke patiënten In ziekenhuizen worden soms cliniclowns ingezet om patiënten op te beuren. De hersenen maken endorfine en dopamine aan tijdens het lachen. Door deze pijnstillende stof voelt iemand zich lekkerder. Lachen werkt daarnaast stressverlagend en stimuleert het immuunsysteem van het lichaam. Sociaal lachen blijkt ook de drempel voor pijn te verhogen
Ook kan ongecontroleerd lachen een teken zijn van bepaalde gedragsstoornissen zoal ADHD, hysterie of disfuncties van de hersenen. Er zijn zelfs een paar gevallen bekend van mensen die zich doodgelachen hebben.
Lachen komt al bij zeer jonge kinderen voor en er bestaan scans van een glimlachende foetus. Tweelingenstudies hebben ten slotte aangetoond dat lachen een erfelijke component heeft. Zo vermeldt Provine een geval bekend van een 'giecheltweeling'. Het betrof hier twee vrolijke vrouwen die waren opgevoed in verschillende gezinnen, maar na 40 jaar precies hetzelfde 'giechelgedrag' vertoonden.

## Glimlach
In de fysiologie is een glimlach een van de vele mogelijke gelaatsexpressies van emoties. Glimlachen komt tot stand door de spieren van de mond zoals de zygomaticus major en risorius, en van de ogen, zoals orbicularis oculi. Bij mensen is de glimlach doorgaans een uiting van tevredenheid, of blijdschap. Hij kan echter ook optreden bij angstigheid of spanning, in welk geval gesproken wordt van een grimas. Een glimlach kan spontaan optreden of kunstmatig zijn. Een kunstmatige lach of glimlach komt bijvoorbeeld tot stand door alleen de mondhoeken opzij te trekken. Er zijn duidelijke aanwijzingen dat bij mensen de glimlach optreedt als reactie op bepaalde prikkels of situaties, en dat deze voor alle beschavingen gelijk zijn. Blijdschap is meestal de aanleiding van een glimlach. Bij dieren is echter het tonen van de tanden vaak een teken van dreiging of onderwerping. Bij de chimpansee is het tonen van de boventanden een teken van angst.

## Lachen bij dieren
Lachen komt vermoedelijk niet alleen bij mensen voor, ondanks de uitspraak van Aristoteles dat "alleen het menselijke dier lacht". Verschillen tussen de menselijke lach en bijvoorbeeld de lach van chimpansees kunnen zijn voortgevloeid uit unieke menselijke aanpassingen zoals taal en spraak. Ook menen sommige gedragspsychologen dat het zelfbewustzijn van een bepaalde situatie, of het vermogen om zich in de ander in te leven voorwaarden zijn voor de "echte" lach, en dat daarom dieren niet lachen als mensen.
Wél is het mogelijk dat onderzoek naar lachen bij dieren kan leiden tot nieuwe inzichten in de neurobiologische mechanismen die bij de mens leiden tot bepaalde stoornissen in de expressie van emoties.

### Niet-menselijke primaten
Chimpansees, gorilla's, bonobo's en orang-oetans produceren bij speelse activiteiten als stoeien, elkaar nazitten of kietelen geluiden die verwant lijken aan de lach van mensen. Het lachen van jonge chimpansees en bonobo’s gaat vaak gepaard het een typisch spelgezicht (play-face) en is vooral opvallend bij het kietelen. Bij het spelgezicht staat de bek iets open, en is alleen de bovenrand van de ondertanden zichtbaar. De vocale lach van chimpansees verschilt echter qua geluidspatroon van die van mensen, en is meer een soort hijgerig in- en uitademen. Hij verandert ook niet bij het ouder worden. Ook blijken deze dieren gevoelig in dezelfde ‘kietelgebieden’ op het lichaam, zoals buik en oksels.

### Andere dieren
Lachen, of althans gedrag dat mogelijk verwant is aan de lach van mensen komt ook voor bij dieren als de rat en de hond. Ratten blijken bijvoorbeeld gevoelig voor kietelen op bepaalde plekken van de huid en stoten daarbij een hoogfrequent 'tsirp' geluid uit. Dit typische emotiegeluid van de rat noemt men ook wel, naar de frequentie van golfpatroon, het 50 kilohertz geluid. Hetzelfde geluid komt voor bij spel en paring. Ratten kan bepaald gedrag door conditionering aangeleerd worden door ze met kietelen te belonen. Honden produceren een hijgerig keelgeluid in combinatie met spel, spelgezicht of kwispelen dat verwant lijkt aan het lachen van de mens. Onderzoek toonde aan dat het terugspelen van bandopnames van dit 'hondlachen' een kalmerende werking had op gestreste honden in een dierenasiel.

## Figuren met een beroemde lach
- Alfred E. Neuman
- Annoying Orange
- Archimedes de uil heeft in Merlijn de Tovenaar één lange en legendarische lachscène.
- Louis Armstrong
- Beatrix der Nederlanden, had de bijnaam "Prinses Glimlach"
- Joe E. Brown

- Mr. Burns
- Beavis and Butt-head

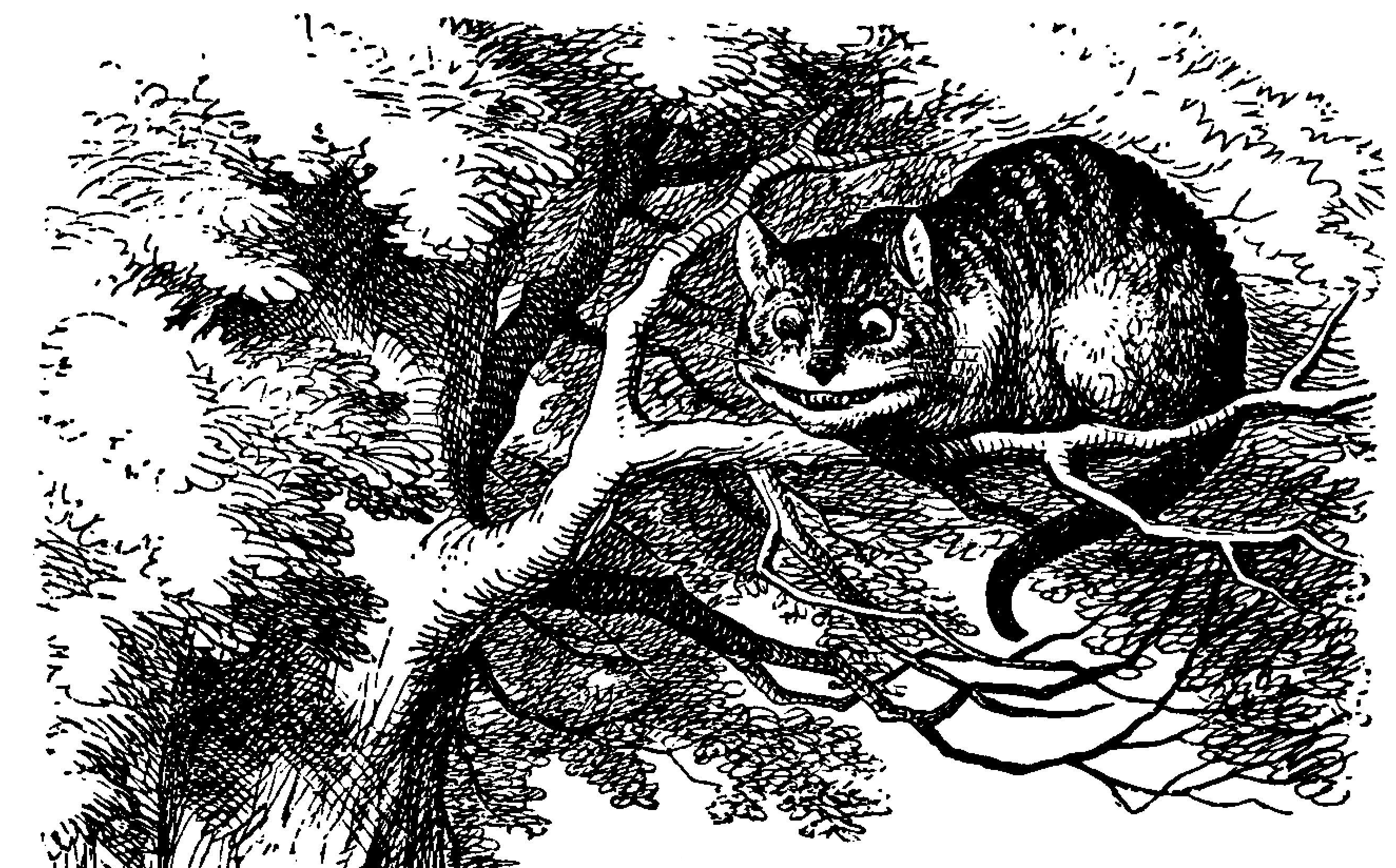
Cheshire Cat

- De Cheshire Cat uit Alice in Wonderland, met een grote grijnslach die soms zichtbaar blijft als de kat al verdwenen is.
- Maurice Chevalier
- Fran Drescher in The Nanny
- Elmer Fudd
- Emoticon
- Fernandel
- Margriet Hermans
- Mona Lisa, 'de beroemdste glimlach ter wereld'
- The Joker
- De Kerstman (zijn "ho ho ho"-lach is zelfs in kerstliedjes verwerkt.)
- Krusty the Clown
- Stan Laurel (had een grote, opvallende glimlach)
- Louie "the Turkey" (zijn bizarre, uitbundige lach is te horen op Frank Zappa's album Lumpy Gravy (1968)).
- Mickey Mouse
- Nelson Muntz
- Jack Nicholson
- Vincent Price
- Barney Rubble in The Flintstones
- Henri Salvador (zijn lach was vaak te horen in zijn nummers. Eén lied, "Fugue en rire", bestaat zelfs uit niets anders dan zijn lachbuien.)
- Jacques Vermeire
- Woody Woodpecker

## De lach in populaire cultuur
- In de film Mary Poppins (1964) lachen de personages zo hard dat ze gewichtloos worden en naar het plafond zweven. Het lied "I Love To Laugh" wordt tijdens deze scène gezongen.
- Een blinde chagrijnige monnik in het boek en de film The Name of the Rose houdt een rede waarin hij beweert dat de lach gevaarlijk is voor ware gelovigen.
- "Het Lachvirus"(1973) is de titel van een Neroalbum waarbij iedereen de slappe lach krijgt door een eigenaardig virus.
- In de Monty Pythonsketch "The Funniest Joke in the World" lachen mensen zich letterlijk dood na het horen van de grappigste grap ter wereld, waarna de grap wordt ingezet als militair wapen.
- Slechteriken in films hebben de neiging een erg valse lach te laten horen. Hiervan wordt ook weleens gebruikgemaakt in komedie vanwege de ironie.
- In Amerikaanse sitcoms wordt vaak gebruikgemaakt van een lachband, een fenomeen dat ook door andere landen is overgenomen.
- Mensen krijgen weleens last van de slappe lach, een oncontroleerbaar lachen waarbij het moeilijk valt de ernst te hervatten.
- Bekende voorbeelden van de slappe lach zijn een nieuwsuitzending van Harmen Siezen op de Nederlandse televisie en een live-uitvoering door Elvis Presley in Las Vegas in 1969 van zijn nummer Are you lonesome tonight.
- In de film-, theater-, televisiewereld en andere podiumkunsten schieten acteurs weleens in de lach tijdens het spelen van een scène. Deze momenten worden natuurlijk uit het eindresultaat geknipt, maar soms worden ze weleens opnieuw gecompileerd als bloopers.
- Clowns accentueren hun glimlach met make-up.
- Lachende gezichten worden vaak gebruikt in advertenties en als iemand zich voorstelt aan iemand omdat dit vertrouwen en een positieve sfeer uitstraalt.
- in 2015/2016 verwerkten Wil van Blokland en Mirjam Bakker 800 glimlachen in hun Glimlach, hangende in de twee filialen van het OLVG